# Andreas Thom (matemático)
Andreas Thom (Dresden, 10 de dezembro de 1977) é um matemático alemão, que trabalha com teoria dos grupos, análise funcional e álgebra de operadores.
Thom estudou matemática na Universidade Técnica de Dresden e na Universidade de Cambridge. Obteve um doutorado na Universidade de Münster, orientado por Joachim Cuntz, com a tese Connective E-theory and bivariant homology for C*-algebras. A partir de 2007 foi Professor Júnior de Aspectos Geométricos da Matemática Pura na Universidade de Göttingen e a partir de 2009 Professor de Matemática Teórica na Universidade de Leipzig. É desde 2014 Professor Geometria na Universidade Técnica de Dresden.
Para 2018 está convidado como palestrante do Congresso Internacional de Matemáticos no Rio de Janeiro (Finitary approximations of groups and their applications11).

## Publicações selecionadas
- L²-cohomology for von Neumann algebras, Geom. Funct. Anal., Vol. 18, (2008), p. 251–270.
- com Guillermo Cortinas: Algebraic Geometry of Topological Spaces I, Acta Math. 209 (2012), no. 1, p. 83–131.
- com Hanfeng Li: Entropy, Determinants, and L²-Torsion, J. Amer. Math. Soc. 27 (2014), no. 1, p. 239–292.
- com Jesse Peterson: Group cocycles and the ring of affiliated operators, Inv. Math., Volume 185, Issue 3 (2011), p. 561–592.